# Forever (BabyMonster)
Forever è un singolo del girl group sudcoreano BabyMonster, pubblicato il 1º luglio 2024 come primo estratto dal primo album in studio.

## Video musicale
Il video musicale è stato reso disponibile in concomitanza con l'uscita del brano attraverso il canale YouTube del gruppo.

## Tracce
Testi e musiche di Choice37, LP, Blvsh, Sonny, Lil G e Masta Wu.
1. Forever – 3:32